# Jason Freese
Jason Freese (ur. 12 stycznia 1975) – amerykański muzyk grający na pianinie, gitarze, akordeonie, trąbce, keyboardzie.
Mieszka w Orange County w Kalifornii. Na koncertach wspiera zespół Green Day. Współpracuje także z takimi artystami, jak: Goo Goo Dolls, Joe Walsh, Liz Phair i The Mighty Mighty Bosstones. Można go również usłyszeć na płytach grup Queens Of The Stone Age i Weezer.